# Dom derwiszy
Dom derwiszy (tyt. oryg. The Dervish House) – powieść fantastycznonaukowa brytyjskiego pisarza Iana McDonalda. Wydana w 2010 roku przez wydawnictwo Pyr (ISBN 1-61-614204-9). W Polsce wydana w 2011 roku przez wydawnictwo Mag w ramach serii Uczta Wyobraźni w jednym tomie wraz ze zbiorem opowiadań Dni Cyberabadu w tłumaczeniu Wojciecha Próchniewicza (ISBN 978-83-7480-221-5).
Powieść zdobyła w 2011 nagrodę im. Campbella za powieść oraz nagrodę BSFA dla najlepszej powieści w 2010, była ponadto nominowana do kilku innych nagród: Hugo, Locusa, nagrody Clarke’a.

## Fabuła
Akcja toczy się w Stambule, w niedalekiej przyszłości, gdzie islam, przeszłość i legendy stykają się z najnowszą nanotechnologią. Nanotechnologia pomaga studentom w nauce, menadżerom w pracy, może też działać na umysły ludzkie jak narkotyk. Niestety, wiedzą o tym również terroryści. W ciągu pięciu dni poznajemy bohaterów, których losy splatają się ze sobą. Młody biznesmen szykuje wielki biznes na rynku surowców, jego dziewczyna szuka mitycznego człowieka zmumifikowanego w miodzie, a w tle działają terroryści i odradzają się bractwa islamskie.